# 용산신학교와 원효로성당
용산신학교와원효로성당(龍山神學校와元曉路聖堂)은 서울특별시 용산구 원효로에 있는 건축물이다.
1977년 11월 22일 대한민국의 사적 제255호로 지정되었다가, 2012년 6월 20일 문화재의 역사성과 특성을 고려하여 사적 제255호 용산신학교와원효로성당을 해제하고 문화재를 분리하여 재지정함에 따라 사적 지정이 해제되었다.

## 개요
용산신학교와 원효로성당(龍山神學校와 元曉路聖堂)은 원래 파리외방전교회 용산신학교와 부속 성당이었다. 성직자 양성은 파리외방전교회의 가장 중요한 사업 중의 하나였다. 예수성심신학교는 1885년 현재 경기도 여주군 강천면 등평리에서 개교하였으며, 신앙의 자유가 신장되던 1887년에 현재의 위치인 용산으로 이전하였다. 이전 초기에는 한옥에서 기숙하면서 교육이 이루어졌다.
건물이 위치한 곳은 한강을 바라볼 수 있던 함벽정이 있던 곳이었다. 지척으로 병인박해 때 성직자들이 참수된 새남터와 기해박해에 많은 천주교도들이 피를 흘린 당고개가 보이는 곳이었다. 파리외방전교회는 한불수호조약이 체결된 해인 1887년에 이곳을 매입하였다.
1891년 4월 7일 신학교 신부들과 지방 신부들의 바람에 의하여 신학교를 건축하기로 결정하였다. 1891년 5월 6일 신학교 정초식이 서울의 모든 신부들이 참석한 가운데 거행되었으며, 1892년 6월 25일 축성식이 있었다. 이날은 신학교의 주보인 예수 성심축일이었다. 이 건물은 한국 최초의 천주교 신학교 건물이 되었다. 1928년 이 신학교가 혜화동으로 이전함에 따라 이 건물은 성직자 휴양소로 사용되었다. 1956년 성심수녀회가 한국에 진출함에 따라 이 수녀원에 양도되었다. 신학교 건물은 프랑스 외방전교회 소속 코스트신부가 설계와 감독을 하였고, 청국인이 시공하였다.

## 같이 보기
- 파리 외방전교회
- 서울 용산신학교 - 사적 제520호
- 서울 원효로 예수성심성당 - 사적 제521호

## 참고 자료
- 용산신학교와 원효로성당 - 국가유산청 국가유산포털

 본 문서에는 서울특별시에서 지식공유 프로젝트를 통해 퍼블릭 도메인으로 공개한 저작물을 기초로 작성된 내용이 포함되어 있습니다.